# Andreas Kuczera

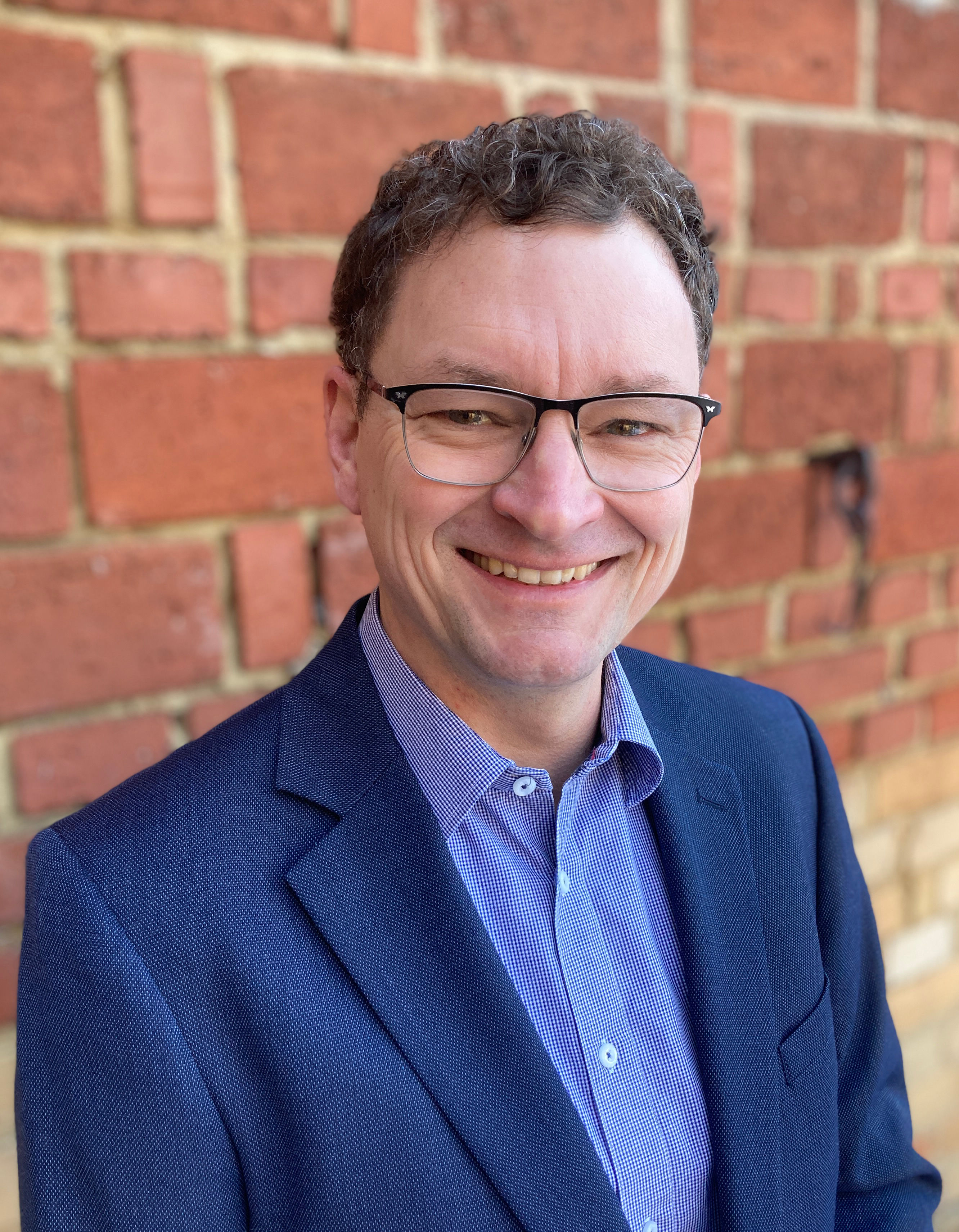
Andreas Kuczera (2021)

Andreas Kuczera (* 1972 in Gießen) ist ein deutscher Geisteswissenschaftler und Mediävist. Er ist Professor für angewandte digitale Methodik in den Geistes- und Sozialwissenschaften an der Technischen Hochschule Mittelhessen (THM).

## Leben
Andreas Kuczera studierte von 1993 bis 1998 Physik und Geschichte an der Justus-Liebig-Universität Gießen und schloss mit dem Staatsexamen für das Lehramt an Gymnasien ab. 2001 promovierte er in mittelalterlicher Geschichte über die Agrarverfassung des Zisterzienserklosters Arnsburg in Hessen. Anschließend arbeitete er fünf Jahre lang am DFG-Projekt Regesta Imperii Online, das die gesamten Regesta Imperii als Volltext im Internet bereitstellte. Danach wechselte er in die Wissenschaftsverwaltung der Akademie der Wissenschaften und der Literatur in Mainz. Im Jahr 2012 kehrte er ins Projekt Regesta Imperii zurück und arbeitete an neuen Anwendungsperspektiven für digitale Forschungsmethoden in den Geschichtswissenschaften. 2021 nahm er einen Ruf auf die Akademieprofessur für anwendungsbezogene Methodik in den digitalen Geistes- und Sozialwissenschaften an der Technischen Hochschule Mittelhessen (THM) an.
Er begründete 2017 die AG Graphen und Netzwerke des DHd-Verbandes und rief im selben Jahr die seither jährlich stattfindende Konferenzreihe zu Graphentechnologien in den digitalen Geisteswissenschaften ins Leben.

## Schriften (Auswahl)
- Grangie und Grundherrschaft. Zur Wirtschaftsverfassung des Klosters Arnsburg zwischen Eigenwirtschaft und Rentengrundherrschaft 1174–1400. Darmstadt 2003.
- mit Dieter Rübsamen: Verborgen, vergessen, verloren? Perspektiven der Quellenerschließung durch die digitalen 'Regesta Imperii'. In: Forschung in der digitalen Welt. In: Sicherung, Erschließung und Aufbereitung von Wissensbeständen. 2006, S. 109–124 (uni-hamburg.de).
- Wikipedia und Wissenschaftler – ein nicht repräsentatives Stimmungsbild. In: Thomas Wozniak, Jürgen Nemitz und Uwe Rohwedder (Hrsg.): Wikipedia und Geschichtswissenschaft. Berlin 2015, S. 81–92.
- Graphentechnologien in den Digitalen Geisteswissenschaften. In: ABI Technik. Band 37, Nr. 3, 2017, S. 179–196 (degruyter.com [PDF]).
- Das Nürnberger Briefeingangsregister als Quelle für die Informationsverarbeitung in der Stadt des 15. Jahrhunderts. In: Eric Burkart und  Vincenz Schwab (Hrsg.): Informationsverarbeitung in der Stadt des 12.–16. Jahrhunderts. 2019, S. 56–71 (hypotheses.org).
- Graphentechnologien in den digitalen Geisteswissenschaften. Modellierung – Import – Analyse. 2019, doi:10.5281/zenodo.3856083.
- TEI Beyond XML – Digital Scholarly Editions as Provenance Knowledge Graphs. In: Tara Andrews, Franziska Diehr, Thomas Efer, Andreas Kuczera und Joris van Zundert (Hrsg.): Graph Technologies in the Humanities - Proceedings 2020. https://ceur-ws.org/Vol-3110 (ceur-ws.org [PDF]).